# Poliki
Poliki (biał. Полікі, Poliki; ros. Полики, Poliki) – wieś na Białorusi, w obwodzie brzeskim, w rejonie małoryckim, w sielsowiecie Mokrany, w pobliżu jeziora Łukowo.

## Historia
W dwudziestoleciu międzywojennym leżały w Polsce, w województwie poleskim, do 12 kwietnia 1928 w powiecie kobryńskim, w gminie Mokrany, następnie w powiecie brzeskim, w gminie Wielkoryta. W 1924 wieś liczyła 66 mieszkańców. Wszyscy mieszkańcy byli Polakami wyznania prawosławnego.
Po II wojnie światowej w granicach Związku Sowieckiego. Od 1991 w niepodległej Białorusi.